# Varanus zugorum
Espèce
Statut CITES
Varanus zugorum est une espèce de sauriens de la famille des Varanidae.

## Répartition
Cette espèce est endémique de l'île d'Halmahera dans l'archipel des Moluques en Indonésie.

## Étymologie
Cette espèce est nommée en l'honneur de George Robert Zug et de sa femme Patricia.

## Publication originale
- Böhme & Ziegler, 2005 : A new monitor lizard from Halmahera, Moluccas, Indonesia (Reptilia: Squamata: Varanidae). Salamandra, vol. 41, no 1/2, p. 51-59 (texte intégral).